# Косін (Люблінське воєводство)
Косін (пол. Kosin) — село в Польщі, у гміні Аннополь Красницького повіту Люблінського воєводства.
Населення — 651 особа (2011).
У 1975-1998 роках село належало до Тарнобжезького воєводства.

## Демографія
Демографічна структура станом на 31 березня 2011 року:
|          | Загалом | Допрацездатний вік | Працездатний вік | Постпрацездатний вік |
| -------- | ------- | ------------------ | ---------------- | -------------------- |
| Чоловіки | 343     | 84                 | 218              | 41                   |
| Жінки    | 308     | 70                 | 152              | 86                   |
| Разом    | 651     | 154                | 370              | 127                  |